# عمر الراضي
عمر الراضي، (ولد في 18 يوليوز 1986 في القنيطرة) صحفي مستقل ومنتج إعلامي وناشط سياسي مغربي. وقد عمل في لكم.كوم وأتلانتك راديو وميديا 24 وتيل كيل و لوديسك وتطوع في موقع إعلام المواطن مامفاكينش، ويركز نشاطه على التحقيقات الصحفية المتعلقة بحقوق الإنسان والفساد والحركات الاجتماعية. هو عضو وناشط سابق في حركة 20 فبراير.
احتُجز في الدار البيضاء في 26 ديسمبر / كانون الأول 2019 لانتقاده قاضٍ في تغريدة نُشرت قبل ستة أشهر. أثار اعتقاله حركة تضامن من قبل بعض المتعاطفين. وحكم عليه بالسجن أربعة أشهر مع وقف التنفيذ، وهو ما انتقدته بعض المنظمات غير الحكومية وجماعات حقوق الإنسان.

## مسيرته
من أهم الأعمال الصحفية لعمر الراضي:
- قضية احتكار منير الماجيدي، الكاتب الخاص للملك محمد السادس، للوحات الإعلانية في الدار البيضاء.[15]

- قضية خدام الدولة: حيث كان وراء الكشف، في موقع لكم، عن لائحة 60 من رجال الدولة والموظفين الكبار الذين استفادوا من تفويتات، بأثمان بخسة، لبقع أرضية في الملك الخاص للدولة، في مناطق عمرانية راقية في العاصمة المغربية الرباط (طريق زعير). ضمت لائحة المستفيدين مستشارين للملك ووزراء سابقين وموظفين سامين وشخصيات أجنبية.[16]
- تحقيقه حول لائحة المستفيدين من مقالع الرمال.
- الاختلالات المالية للبرنامج الاستعجالي للتعليم، الذي كانت بلغت ميزانيته 45 مليار درهم[17] خصوصا على مستوى صفقات العتاد التربوي.[15][16]
- 2018: أخرج فيلما وثائقيا بعنوان «الموت ولا المذلة» من 24 دقيقة حول الحراك الاجتماعي في الريف.[16]
- تغطيته للحركات الاجتماعية الاحتجاجية في سيدي إيفني، إيميضر والأراضي السلالية[18] وحراك الريف.[19]

## اعتقاله سنة 2019
في 26 ديسمبر 2019، تم استدعاء عمر الراضي إلى مركز الشرطة المحلي في الدار البيضاء حيث تم اعتقاله، حسب الفصل 263 من القانون الجنائي المغربي، الذي يعاقب بالسجن من شهر إلى سنة القذف في حق هيئة قضائية. وكان السبب الرسمي لاعتقاله هو أنه - في أبريل 2019، أي قبل أكثر من 6 أشهر من اعتقاله - غرد على موقع تويتر منتقدًا قاضيًا بالدار البيضاء لإصداره حكمًا بالسجن لمدة 20 عامًا على 42 ناشطًا في حراك الريف، والتي بلغت في أقصاها السجن 20 سنة لناصر الزفزافي. في مقابلة مع إيمي جودمان على الديمقراطية الآن!، قال راضي إنه يعتقد أنه اعتقل لأنه كان في حفل توزيع جوائز صحفية في الجزائر قبل 3 أيام من سجنه، حيث تحدث للجمهور عن الاقتصاد السياسي المغربي وما وصفه بـ «النهب الاقتصادي» في المغرب و«تطبيق نموذج السيطرة على الدولة في الاقتصاد».
طالبت النقابة الوطنية للصحفيين بالإفراج عنه. وأدانت الجمعية المغربية لحقوق الإنسان (AMDH) اعتقاله. طلبت هيومن رايتس ووتش من السلطات الإفراج عنه وأشادت بجودة عمله الصحفي. واستنكرت منظمة مراسلون بلا حدود الاعتقال وطالبت السلطات المغربية «بإلغاء بنود القانون الجنائي المنافية لحرية التعبير والحق في الإعلام».
في 29 سبتمبر 2019، نُظمت احتجاجات أمام البرلمان، وخرج المتظاهرون إلى الشوارع للمطالبة بالإفراج عنه في مدن الدار البيضاء والرباط وأكادير، وكذلك في الخارج في باريس وبروكسل.
في 31 ديسمبر / كانون الأول 2019، أفرجت عنه السلطات المغربية بكفالة بعد حملة لدعمه، وذلك قبل يومين من صدور الحكم المقرر في 2 يناير 2020، ثم تم تأجيل النطق بالحكم إلى 5 مارس 2020.

## قضية مراقبة الهواتف سنة 2020
في يونيو 2020، أفادت منظمة العفو الدولية أنها عثرت على دليل على تعرض هاتف عمر راضي المحمول لهجوم ببرنامج بيغاسوس للتجسس التابع لشركة التكنولوجيا الإسرائيلية إن إس أو. ويمكن للبرنامج الوصول سرًا إلى كاميرا الهاتف والميكروفون والرسائل النصية ورسائل البريد الإلكتروني والتطبيقات والموقع. بما أن مجموعة إن إس أو قد صرحت علنًا بأنها تبيع برامجها للحكومات حصريًا، خلصت منظمة العفو الدولية في تقريرها إلى أن المراقبة تمت من قبل السلطات المغربية. والجدير بالذكر أن إسرائيل تصنف هذه التكنولوجيا كسلاح وموافقة الحكومة مطلوبة لأي تصدير للبرنامج.
وقد طعنت السلطات المغربية في ما اعتبرته «اتهامات خطيرة ومغرضة» صادرة عن منظمة العفو الدولية. وقالت جماعة حقوق الإنسان إن تقاريرها قدمت الأدلة المطلوبة، قائلة في بيان صدر في 4 يوليو / تموز إن «التكنولوجيا المستخدمة للتجسس على هاتف عمر راضي تتطلب السيطرة على مشغلي الهاتف، وهو ما يمكن للحكومة فقط أن تمارسه، لاختراق اتصال الإنترنت.» تؤكد السلطات المغربية أن ما قدمته منظمة العفو الدولية لا يشكل «أدلة علمية مقنعة».

## سجنه سنة 2020
في 25 حزيران/يونيو و 2 تموز/يوليو، استدعت السلطات الراضي للمثول أمام الفرقة الوطنية للشرطة القضائية للاستجواب. في 2 يوليو، اتهم موقع لو 360 المغربي عمر الراضي بأنه "عميل للاستخبارات البريطانية". ذكرت صحيفة لوموند الفرنسية أن النظام القضائي المغربي يشتبه في أنه يتلقى "دعمًا ماليًا من الخارج" وأن له "صلات مع ضابط اتصال من دولة أجنبية" يُزعم أنه كان "تحت غطاء دبلوماسي منذ عام 1979 في عدة مناطق نزاع عبر العالم. نفى عمر الراضي بشكل قاطع هذه الاتهامات.
في ليلة 5 يوليو، ألقت الشرطة القبض على الراضي وزميله في لوديسك عماد ستيتو، واحتُجزا لدى الشرطة بعد مشادة مع مصور من قناة شوف تيفي، وهي إحدى الوكالات الإعلامية المغربية، والتي - وفقًا للوديسك كانت تتعقب الراضي منذ 25 يونيو و«جاءت لمضايقتهم». وبحسب متحدث باسم المديرية العامة للأمن الوطني، تم اعتقال الراضي بتهمة «السكر والعنف في مكان عام». واحتُجز الصحفيان لليلة واحدة ثم أفرج عنهما، على ذمة التحقيق في مزاعم «السكر في مكان عام، والعنف، والإهانة، والتصوير دون إذن»، وفقًا لوثائق المحكمة.
أفادت منظمة هيومن رايتس ووتش لحقوق الإنسان ومقرها الولايات المتحدة أن الشرطة اعتقلت الراضي مرة أخرى في 29 يوليو / تموز «بتهمة التجسس وغيرها من التهم التي يبدو أنها مدعومة بأدلة ضئيلة» وفقًا للمنظمة. وأفادت أن الراضي محتجز في سجن عكاشة بالدار البيضاء. أفادت لجنة حماية الصحفيين ومقرها الولايات المتحدة ومؤسسة بيرثا لحقوق الإنسان، ومقرها أوروبا، أن اعتقال الراضي قد تسبب في إيقاف تحقيق كان يجريه، بتمويل من بيرثا، بشأن الفساد في قضايا مصادرة الأراضي في المغرب. عقدت السلطات المغربية جلسة استماع لمدة 15 دقيقة في قضية الراضي في 24 ديسمبر / كانون الأول 2020، وظل مسجونًا بعدها.
في أغسطس 2020، صنفت مجلة التايم الأمريكية قضية اعتقال عمر الراضي من بين القضايا العشر الأكثر إلحاحا وتهديدا لحرية الصحافة عبر العالم في ذلك الشهر.
وجهت للراضي تهمة أخرى هي «الاشتباه في ارتكابه لجنايتي هتك عرض بالعنف والاغتصاب»، بناء على شكوى لإحدى المواطنات، بينما يرى الراضي أن التحقيق معه في قضية التخابر مع جهات أجنبية «له علاقة مباشرة بتقرير منظمة العفو الدولية حول التجسّس على هاتفه المحمول»، مديناً ما اعتبره «حملة تشهير ضده»، وقال: «لم أكن أبداً في خدمة أي قوة أجنبية، ولن أكون ما دمت على قيد الحياة». وتعليقا على تهمة الاغتصاب، قال أن الواقعة موضوع الشكوى تتعلق «بعلاقة رضائية».
في يوليو 2021، قضت محكمة مغربية، في الدار البيضاء، بالسجن ستة أعوام في حقه، بتهمتي «تخابر» و«اعتداء جنسي»، وحكم على زميله الصحافي، عماد استيتو، الملاحق في سراح موقت، بالحبس 12 شهرا ستة منها نافذة في قضية «الاعتداء الجنسي». واستمر الراضي في زعم أنه يحاكم بسبب آرائه، فيما دعت منظمات حقوقية محلية ودولية وسياسيون ومثقفون إلى الإفراج عنه، بينما تؤكد السلطات المغربية أن الأمر يتعلق بقضية حق عام لا علاقة لها بحرية التعبير، مشددة على استقلالية القضاء.

## العفو الملكي
عانق عمر الراضي الحرية يوم الاتنين 29 يوليوز 2024 بعد أن قضى بعد أشهر من الحبس خلق القضبان بسجن تيفلت ، ويصادف عيد العرش هذا العام مرور 25 سنة على تنصيب ملك المغرب